# Bystrzyca Stanisławów
Bystrzyca Stanisławów – polski klub piłkarski z siedzibą w mieście Stanisławów (obecnie Iwano-Frankiwsk na Ukrainie), działający w latach 1923–1924.

## Historia
Chronologia nazw:
- 1923: K.S. Bystrzyca Stanisławów
- 1924: klub rozwiązano

Klub Sportowy Bystrzyca został założony w Stanisławowie na początku lat 20. XX wieku. W 1923 roku drużyna zadebiutowała w rozgrywkach Klasy C podokręgu Stanisławowskiego Lwowskiego OZPN. Po zwycięstwie w grupie I zespół awansował do turnieju finałowego podokręgu stanisławowskiego. Jednak przegrał w dwumeczu 0:1, 1:1 z tarnopolską Jehudą. W 1924 ponownie grał w finale podokręgu stanisławowskiego. I tak jak poprzednio w dwumeczu przegrał 0:2, 3:2 z SPN Sokół Śniatyn.
Po zakończeniu sezonu 1924 klub z nieznanych przyczyn przestał istnieć.

## Sukcesy
- Klasa C Mistrzostw Lwowskiego OZPN:
  - wicemistrz (2x): 1923, 1924 (podokręg stanisławowski)